# Zaglyptogastra virgulivena
Zaglyptogastra virgulivena är en stekelart som beskrevs av Donald L.J. Quicke 1991. Zaglyptogastra virgulivena ingår i släktet Zaglyptogastra och familjen bracksteklar. Inga underarter finns listade i Catalogue of Life.